# Ralph Rugoff
Ralph Rugoff (* 12. Januar 1957 in New York City) ist ein US-amerikanischer Kurator und seit 2006 Direktor der Londoner Hayward Gallery sowie der Kurator der Biennale di Venezia im Jahr 2019.

## Werdegang
Rugoffs Vater war Filmverleiher, seine Mutter war Psychoanalytikerin.
Er studierte Semiotik an der Brown University.
Rugoff war knapp sechs Jahre lang Direktor des Wattis Institute for Contemporary Arts in San Francisco, bevor er 2006 Direktor der Londoner Hayward Gallery wurde.
Rugoff ist 2019 künstlerischer Leiter der 58. Biennale di Venezia.
Bei den Birthday Honours 2019 wurde er für Verdienste um die Kunst zum Officer of the Order of the British Empire (OBE) ernannt.